# Оуен О'Меллі
Оуен Сент-Клер О'Меллі (англ. Owen St. Clair O'Malley; нар. 4 травня 1887, Істборн — пом. 16 квітня 1974, Оксфорд) — дипломат Великої Британії.
На службі в Форін-офіс з 1911 року.
У 1939-1941 роках посол Великої Британії в Угорщині.
У 1943-1945 році посол Великої Британії при польському уряді у вигнанні.
«Вбивства в 1940 р. в Катині польських офіцерів ... Аналіз відповідних даних був зроблений сером Оуеном О'Маллі, британським послом при польському уряді в еміграції ... Його повідомлення залишало мало сумнівів у винності радянської сторони ».
У 1945-1947 році посол Великої Британії в Португалії.
Лицар-командор ордена Святого Михайла і Святого Георгія (1943).